# Tabei Montes
I Tabei Montes sono una struttura geologica della superficie di Plutone.